# Biak-Zwergohreule
Die Biak-Zwergohreule (Otus beccarii), auch Beccari-Zwergohreule oder kurz Beccarieule genannt, ist eine Eulenart aus der Gattung der Zwergohreulen. 

## Beschreibung
Die kleine Eule erreicht eine Länge von etwa 23 Zentimetern. Die dunkle Morphe ist fast überall schwärzlich und weiß gebändert, besonders dicht auf der braunen Oberseite. Die bräunliche Unterseite ist so gut wie ohne Schaftstriche. Die rote Morphe ist generell gelblich und rötlich braun mit feinen Kritzeln auf der hell gelblich braunen Oberseite sowie weißer Bänderung auf der rötlich braunen Unterseite. Die Augen sind gelb, die Federohren mittellang, der Schnabel ist dunkel gelblich. Die Beine sind fast bis zum Ansatz der schmutzig gelblichen Zehen befiedert, die Krallen dunkel hornfarben.
Die allopatrisch vorkommende  Molukken-Zwergohreule  (Otus magicus) ist oben und unten deutlich gestrichelt.

## Lebensweise
Sie bewohnt dichte Wälder und anderes Waldland, auch in der Nähe von Siedlungen. Die Nahrung besteht hauptsächlich aus Insekten und Spinnen, gelegentlich werden kleine Wirbeltiere erbeutet. Die Stimme besteht aus rauen, krähenartig krächzenden Rufen.

## Verbreitung
Die Biak-Zwergohreule lebt endemisch auf der Insel Biak vor Westneuguinea. Der Wald dort ist größtenteils gerodet, weshalb die Art von BirdLife International als stark gefährdet eingestuft wird.

## Etymologie und Forschungsgeschichte
Die Erstbeschreibung des Biak-Zwergohreule erfolgte 1876 durch Tommaso Salvadori unter dem wissenschaftlichen Namen Scops beccarii. Das Typusexemplare wurde von Odoardo Beccari (1843–1920) in Sowek in der Provinz Papua  gesammelt. Erst später wurde sie der bereits 1769 von Thomas Pennant für die Indien-Zwergohreule (Otus bakkamoena) eingeführten Gattung Otus zugeschlagen. Der Gattungsname leitet sich vom griechischen „ōtos ωτος“ für „Ohreneule“ ab. Der Artname »beccarii« ist seinem Sammler gewidmet.